# Hamars
Hamars é uma ex-comuna francesa na região administrativa da Normandia, no departamento de Calvados. Estendeu-se por uma área de 9,53 km². Em 2010 a comuna tinha 433 habitantes (densidade: 45,4 hab./km²).
Em 1 de janeiro de 2016 foi fundida com as comunas de Thury-Harcourt, Caumont-sur-Orne, Curcy-sur-Orne e Saint-Martin-de-Sallen para a criação da nova comuna de Le Hom.